# 福田周平 (野球)
福田 周平（ふくだ しゅうへい、1992年8月8日 - ）は、大阪府阪南市出身のプロ野球選手（外野手、内野手）。右投左打。オリックス・バファローズ所属。阪南市ふるさと大使。

## 経歴

### プロ入り前
阪南市立上荘小学校在学中に実兄の影響で7歳から上荘ドラゴンズで軟式野球を始めた。5年時の春に阪神甲子園球場で観戦した甲子園決勝で広陵高校の優勝を目の当たりにして以来、同校でのプレーを希望するようになった。後に進学した阪南市立鳥取中学校在学中には泉南ボーイズに所属し、中学卒業後は広陵高校へ進学した。
広陵高校では2年時の秋から主将を務め、3年時には「1番・二塁手」として春夏連続で甲子園球場の全国大会へ出場した。春の甲子園では打率.429・2盗塁でチームを準決勝進出に導いたが、夏の甲子園では聖光学院との初戦で歳内宏明の前に完封負けを喫した。当時の同級生に有原航平、2学年先輩に上本崇司、1学年後輩に上原健太がいる。
広陵高校から明治大学へ進学し、2年時の東京六大学野球春季リーグで二塁手として全試合に出場すると打率.321と好成績を収めベストナインに選ばれた。3年春以降は不動の正遊撃手を務め、3年春秋に2季連続でリーグ盗塁王に輝き、3年秋は打率.362・6盗塁という成績でベストナインも獲得。3・4年時には明治神宮野球大会での準優勝を経験し、4年夏には大学日本代表の主将も経験した。大学での同級生には糸原健斗、山﨑福也がいる。在学中にはリーグ戦通算76試合の出場で打率.288（264打数76安打）、3季で打率3割を記録し、313打席で17三振と卓抜したバットコントロールを見せた。
明治大学からNTT東日本に入社すると1年目から正遊撃手の座を確保。2年目の2016年、都市対抗野球大会では11打数6安打7打点という好成績を残したが、大会後のNPBドラフト会議ではどの球団からも指名されず、NTT東日本に残留。翌2017年の都市対抗大会ではチームを優勝へ導くとともに、20打数11安打という好成績で橋戸賞を受賞した。さらに第28回アジア野球選手権大会にも日本代表の一員として出場した。
2017年10月26日に行われたドラフト会議では、オリックス・バファローズから3位指名を受け、契約金6000万円、年俸1000万円（金額は推定）という条件で入団した。背番号は4。

### オリックス時代
2018年は春季キャンプを一軍で過ごしたが、オープン戦ではなかなか安打が出ず、開幕一軍入りを逃した。4月8日に初めて出場選手登録をされると同日の対埼玉西武ライオンズ戦に「2番・遊撃手」でプロ初出場初スタメンを果たした。4月24日の対北海道日本ハムファイターズ戦では7回表に代走で出場すると9回表に打席が回り、マイケル・トンキンの直球を振り抜いて遊撃強襲となるプロ初安打を記録した。春先は途中出場が中心であったが、夏場からは上位打線と二塁のポジションを掴み、9月16日の対日本ハム戦では一塁へのヘッドスライディングの際に左手親指を負傷し、靱帯損傷と診断されながらも出場を続け、同25日の対福岡ソフトバンクホークス戦ではリバン・モイネロからプロ初本塁打を放った。ルーキーイヤーは一軍公式戦113試合の出場で打率.264・1本塁打・15打点・16盗塁を記録し、シーズン終了後の秋季キャンプ中にはヘッドコーチから一軍監督へ昇格した西村徳文からチームキャプテンに指名された。チームとしては2015年に糸井嘉男が務めて以来4年ぶりのキャプテン制復活であったが、入団2年目の選手がキャプテンを務める事例はオリックスはおろかNPBの球団全体でも異例の早さであった。オフに1800万円増となる推定年俸2800万円で契約を更改した。
2019年、オープン戦期間中の3月に大学生時代から交際していた女性と結婚した。「1番・二塁手」で初の開幕一軍・開幕スタメン入りを果たすと開幕カードで2試合続けて猛打賞を記録した。しかし5月は19打席連続無安打と不振に陥り、5月27日に出場選手登録を抹消された。6月6日に再登録されると同23日の対広島東洋カープ戦、0-0で迎えた延長10回表に三塁打を記録。これがこの回小田裕也、安達了一、後藤駿太に続く三塁打であり、1950年の2リーグ分立後の一軍公式戦において史上初（分立前を含めれば日本プロ野球史上2度目）となる1イニングチーム4三塁打を達成した。この試合で4安打を記録すると復調し、6月25日の対東京ヤクルトスワローズ戦ではプロ初の先頭打者本塁打を放った。7月6日の対ソフトバンク戦、8回裏の打席でリバン・モイネロが投じた150km/hの速球が頭部を直撃し（記録は死球）、モイネロは球審からの危険球宣告によって退場処分を受けたが、福田はそのまま一塁へ向かい、モイネロに代わって登板した加治屋蓮の初球にヘッドスライディングで二塁への盗塁を成功させた（詳細後述）。同16日の対東北楽天ゴールデンイーグルス戦では1回裏の第1打席で則本昂大からの内野安打で出塁すると吉田正尚の犠飛で先制のホームを踏んだ。オリックス打線が放った安打はこの1本のみだったが、投手陣が楽天打線を完封してチームは1対0で勝利。日本プロ野球の公式戦において「初回先頭打者の内野安打1本で勝利」したチームはこの試合でのオリックスが初めてであった（初回先頭打者の1安打で勝ったのは2000年5月23日広島以来、19年ぶり5度目）。この年は一軍公式戦135試合の出場で自身初めて規定打席へ到達。先頭打者としてチーム最多の92試合に出場し、打率.250・出塁率.342・2本塁打・38打点・30盗塁（リーグ2位タイ）を記録した。オフに1700万円増となる推定年俸4500万円で契約を更改し、その後「出塁率4割」を目標にヒューストン（アメリカ）で自主トレーニングに励んだ。
2020年は新型コロナウイルス感染拡大の影響で120試合制となり、レギュラーシーズンの開幕も6月19日にまで延期。6月7日の広島との練習試合において、試合前にノックを受けた際に左手人差し指を剥離骨折し、開幕二軍スタートとなった。7月31日に一軍復帰を果たすと本職の二塁に加えて、三塁でも出場する機会が増えた。この年も1番打者としての起用が多かったが、9月3日の対楽天戦では「5番・二塁手」で初めてクリーンアップを任された。骨折で出遅れたこともあって、シーズン通算では76試合の出場にとどまり、打率.258・0本塁打・24打点・13盗塁の成績に終わった。シーズン終了後、12月10日の契約交渉で球団から初めて減俸を提示されたが、保留を表明（同年のチームでは3人目）。同16日、2度目の契約交渉では前回保留の理由について「福良GMとどうしてもお話ししたかったので」と年俸交渉より福良GMとの会談を望んでいたことを明かし、前回の提示より微増（前年より800万円減）となる推定年俸3700万円で契約を更改した。
2021年、春季キャンプの序盤から出場機会を増やすために野球人生で初めて外野の守備練習に取り組んだ。前年シーズンの途中から一軍を指揮し、この年から一軍の監督へ正式に就任した中嶋聡の方針でオープン戦から高卒2年目の紅林弘太郎が遊撃手として出場する機会が多く、福田は大城滉二や二塁手に配置転換された安達了一らと併用された。福田もレギュラーシーズンの開幕は一軍で迎えたが、西武との開幕カード2試合に代走や三塁手として出場しただけで、3月30日に出場選手登録を抹消された。5月11日に再登録され、同日の対日本ハム戦でスタメン起用されると、「1番・中堅手」に定着し、交流戦では全18試合に出場。交流戦内の規定打席到達者70人中、3位の打率（.391）・1位の出塁率（.500）を記録し、チームを2010年以来11年ぶりの交流戦優勝へ導いた。リーグ戦の再開後の7月2日の対西武戦では1回表の第1打席、カウント1-1から相手先発・佐々木健が投じた1球は福田の頭部付近をかすめる死球となり、佐々木は危険球宣告によって退場。NPBの公式戦において先発投手が打者1人との対戦のみで退場したのは史上初となった。プレーに支障はなくその後も出場を続け、翌3日の同カードでは2年ぶりの本塁打を含む4打点の活躍を見せた。中堅守備では度々不慣れなシーンが見られ、UZRもマイナスと適応に苦しんだが、この年は107試合の出場ながら規定打席に到達し、打率.275・出塁率.354を記録。5月の一軍再昇格後、チームが戦った105試合のうち101試合で1番打者として先発出場し、高い出塁能力に加え、以前は多かった盗塁死を大きく減らし、リードオフマンとして25年ぶりのリーグ優勝に貢献した。12月10日の契約更改では2000万円増となる推定年俸6000万円でサインし、福良GMに志願したという背番号「1」への変更も併せて発表された。
2022年は、4月29日に新型コロナ陽性判定による離脱や9月8日に不振により、シーズンでは2度の出場選手登録抹消を経験した。9月30日の対千葉ロッテマリーンズ戦（京セラドーム大阪）では3-3の同点で迎えた9回二死三塁の打席でサヨナラ安打となる一塁へのセーフティバントを放つと、10月2日の対楽天戦（楽天生命パーク宮城）では1点を追う5回無死満塁の打席で田中将大から逆転2点適時二塁打を放ち、2年連続リーグ優勝に貢献した。シーズンの終了後には外野手転向2年目でゴールデングラブ賞を初受賞した。12月8日の契約更改では1500万円増となる推定年俸7500万円で契約を更改した。
2023年は不振や故障で3度の出場選手登録抹消を経験した。9月23日に一軍に昇格すると、同月は6試合に出場し、打率.300（20打数6安打）を記録するが、シーズン通算ではプロ6年目で自己最少の36試合の出場にとどまり、打率.191、5打点、5盗塁に終わった。阪神タイガースとの日本シリーズでは第7戦（京セラドーム大阪）で「9番・左翼手」でシリーズ初先発出場し、3安打を記録するも、チームは3勝4敗で2年連続日本一を逃した。オフの12月10日の契約更改では1500万円減の推定年俸6000万円で契約を更改した。
2024年は5月22日の対日本ハム戦（エスコンフィールドHOKKAIDO）で8回無死満塁の打席で堀瑞輝から3年ぶりの本塁打となる自身初の満塁本塁打を放った。同年は出場を69試合に増やした一方、2年連続で規定打席に到達しなかったことから、改めて福良GMに背番号1を「今の僕にはふさわしくない」と直訴して返上し、「65」に変更することになった。球団は福田の思いを尊重して、1を「預かり」とする方針を決めた。オフの11月26日に1000万円減となる推定年俸5000万円で契約を更改した。

## 選手としての特徴
167cm,69kgと小柄だが、身体能力と走・攻・守の総合力が高い内野手。オリックスへの入団4年目（2021年）からは、チーム事情もあり出場機会を増やすべく、それまで未経験だった外野の守備へ本格的に取り組んでいる。
打撃では、バットを握り拳一つ分だけ短く持ち、小振りなスイングで左打席から右方向へ打球を打つ。前述したように出塁率を重視している一方で、バントの構えで相手投手を揺さぶったり、セーフティーバントを試みたりすることも多い。
手動計測ながら50m走で最速5秒9を記録したほどの俊足の持ち主で、オリックス1年目の途中までは、ヘッドスライディングを試合でよく披露していた。しかし、ヘッドスライディングが原因で負傷交代を余儀なくされてからは控えるようになった。
心のバランスを保ちながらベストパフォーマンスを発揮できるように、全力の70～80％でのプレーを心掛けている、また、疲れを残さないために、十分な量の食事と長時間の睡眠を取るように努めているという。

## 人物
愛称は「スーヘー」。
野球選手にしては小柄なことに加えて、社会人野球（NTT東日本）の2年目にNPBのドラフト会議で指名されなかったことから、反骨心が強いことを自認している。
2021年のシーズン途中に登場曲をゲーム『サクラ大戦』の「檄!帝国華撃団」に変更。その理由としてプロ入り前のNTT東日本所属時代に、同じ東京都勢として対戦が多かったセガサミーが得点時テーマとして使用しており、「みんなで肩を組んで踊っていた」ので気に入っていたことを語っている。また、『サクラ大戦』については「サクラ大戦？っていうんですよね」と、それまで作品自体は知らなかったことも話している。

## 詳細情報

### 年度別打撃成績
| 年 度     | 球 団      | 試 合 | 打 席 | 打 数 | 得 点 | 安 打 | 二 塁 打 | 三 塁 打 | 本 塁 打 | 塁 打 | 打 点 | 盗 塁 | 盗 塁 死 | 犠 打 | 犠 飛 | 四 球 | 敬 遠 | 死 球 | 三 振 | 併 殺 打 | 打 率 | 出 塁 率 | 長 打 率 | O P S |
| --------- | ---------- | ----- | ----- | ----- | ----- | ----- | -------- | -------- | -------- | ----- | ----- | ----- | -------- | ----- | ----- | ----- | ----- | ----- | ----- | -------- | ----- | -------- | -------- | ----- |
| 2018      | オリックス | 113   | 345   | 295   | 39    | 78    | 8        | 4        | 1        | 97    | 15    | 16    | 9        | 16    | 0     | 31    | 0     | 3     | 33    | 2        | .264  | .340     | .329     | .669  |
| 2019      | オリックス | 135   | 583   | 492   | 65    | 123   | 13       | 5        | 2        | 152   | 38    | 30    | 14       | 19    | 2     | 62    | 0     | 8     | 57    | 7        | .250  | .342     | .309     | .651  |
| 2020      | オリックス | 76    | 312   | 260   | 33    | 67    | 12       | 4        | 0        | 87    | 24    | 13    | 5        | 3     | 3     | 43    | 0     | 3     | 44    | 5        | .258  | .366     | .335     | .700  |
| 2021      | オリックス | 107   | 471   | 408   | 47    | 112   | 14       | 1        | 1        | 131   | 21    | 9     | 1        | 10    | 2     | 43    | 0     | 8     | 52    | 6        | .275  | .354     | .321     | .675  |
| 2022      | オリックス | 118   | 502   | 448   | 65    | 120   | 11       | 6        | 0        | 143   | 24    | 9     | 7        | 14    | 0     | 32    | 0     | 8     | 50    | 8        | .268  | .328     | .319     | .647  |
| 2023      | オリックス | 36    | 114   | 94    | 6     | 18    | 1        | 0        | 0        | 19    | 5     | 5     | 1        | 3     | 1     | 15    | 0     | 1     | 15    | 1        | .191  | .306     | .202     | .508  |
| 2024      | オリックス | 69    | 261   | 228   | 25    | 53    | 6        | 1        | 1        | 64    | 13    | 7     | 3        | 6     | 0     | 25    | 1     | 2     | 26    | 1        | .233  | .314     | .281     | .594  |
| 通算：7年 | 通算：7年  | 654   | 2588  | 2225  | 280   | 571   | 65       | 21       | 5        | 693   | 140   | 89    | 40       | 71    | 8     | 251   | 1     | 33    | 277   | 30       | .257  | .340     | .312     | .651  |

- 2024年度シーズン終了時
- 各年度の太字はリーグ最多

### 年度別守備成績
内野守備
| 年 度 | 球 団      | 二塁  | 二塁  | 二塁  | 二塁  | 二塁  | 二塁     | 三塁  | 三塁  | 三塁  | 三塁  | 三塁  | 三塁     | 遊撃  | 遊撃  | 遊撃  | 遊撃  | 遊撃  | 遊撃     |
| 年 度 | 球 団      | 試 合 | 刺 殺 | 補 殺 | 失 策 | 併 殺 | 守 備 率 | 試 合 | 刺 殺 | 補 殺 | 失 策 | 併 殺 | 守 備 率 | 試 合 | 刺 殺 | 補 殺 | 失 策 | 併 殺 | 守 備 率 |
| ----- | ---------- | ----- | ----- | ----- | ----- | ----- | -------- | ----- | ----- | ----- | ----- | ----- | -------- | ----- | ----- | ----- | ----- | ----- | -------- |
| 2018  | オリックス | 102   | 151   | 230   | 4     | 43    | .990     | -     | -     | -     | -     | -     | -        | 4     | 2     | 4     | 0     | 1     | 1.000    |
| 2019  | オリックス | 132   | 248   | 370   | 10    | 76    | .984     | -     | -     | -     | -     | -     | -        | 8     | 13    | 18    | 2     | 6     | .939     |
| 2020  | オリックス | 56    | 102   | 131   | 5     | 30    | .979     | 24    | 11    | 20    | 1     | 3     | .969     | -     | -     | -     | -     | -     | -        |
| 2021  | オリックス | 4     | 3     | 8     | 0     | 2     | 1.000    | 1     | 1     | 0     | 0     | 0     | 1.000    | -     | -     | -     | -     | -     | -        |
| 2022  | オリックス | 1     | 0     | 0     | 0     | 0     | ----     | -     | -     | -     | -     | -     | -        | -     | -     | -     | -     | -     | -        |
| 通算  | 通算       | 295   | 504   | 739   | 19    | 151   | .985     | 25    | 12    | 20    | 1     | 3     | .970     | 12    | 15    | 22    | 2     | 7     | .949     |

外野守備
| 年 度 | 球 団      | 外野  | 外野  | 外野  | 外野  | 外野  | 外野     |
| 年 度 | 球 団      | 試 合 | 刺 殺 | 補 殺 | 失 策 | 併 殺 | 守 備 率 |
| ----- | ---------- | ----- | ----- | ----- | ----- | ----- | -------- |
| 2021  | オリックス | 103   | 219   | 4     | 3     | 0     | .987     |
| 2022  | オリックス | 117   | 226   | 7     | 4     | 0     | .983     |
| 2023  | オリックス | 32    | 49    | 0     | 0     | 0     | 1.000    |
| 2024  | オリックス | 69    | 153   | 2     | 0     | 1     | 1.000    |
| 通算  | 通算       | 321   | 647   | 13    | 7     | 1     | .990     |

- 2024年度シーズン終了時
- 太字年はゴールデングラブ賞受賞年

### 表彰
- ゴールデングラブ賞：1回（外野手部門：2022年[55]）
- スピードアップ賞：1回（打者部門：2019年[72]）

### 記録
初記録
- 初出場・初先発出場：2018年4月8日、対埼玉西武ライオンズ3回戦（メットライフドーム）、「2番・遊撃手」で先発出場
- 初打席：同上、1回表にブライアン・ウルフから捕前犠打
- 初安打：2018年4月24日、対北海道日本ハムファイターズ3回戦（札幌ドーム）、9回表にマイケル・トンキンから遊撃内野安打
- 初打点：2018年5月2日、対埼玉西武ライオンズ5回戦（京セラドーム大阪）、5回裏にファビオ・カスティーヨから中前2点適時打
- 初盗塁：同上、5回裏に二盗（投手：ファビオ・カスティーヨ、捕手：森友哉）
- 初本塁打：2018年9月25日、対福岡ソフトバンクホークス23回戦（京セラドーム大阪）、8回裏にリバン・モイネロから右越ソロ

### 背番号
- 4（2018年 - 2021年）
- 1（2022年 - 2024年）
- 65（2025年 - ）

### 登場曲
- 「バリバリ最強No.1」FEEL SO BAD（2018年 - 2021年）
本人も左打ちなので、「地獄先生ぬ～べ～」に倣い、左手のバッティンググローブを外すと「鬼の手」が現れる、というビジョンが投影されていた。2021年シーズン終了まではチャンスで打席が周って来た時に使用していた。
- 「Mic Check」GTA & TJR（2021年）
- 「檄!帝国華撃団」横山智佐&帝国歌劇団（2021年途中 - ）